# Rhyacophila porntipae
Rhyacophila porntipae là một loài Trichoptera trong họ Rhyacophilidae. Chúng phân bố ở miền Ấn Độ - Mã Lai.